# Socha Lenina (Seattle)
Socha Lenina (anglicky Statue of Lenin), známá též jako Popradský Lenin, je se svými 5 metry největší sochou Vladimira Iljiče Lenina ve Spojených státech. Nachází se ve čtvrti Fremont ve městě Seattle.

## Historie
Socha byla vytvořena sochařem Emilem Venkovem roku 1988 v československém městě Poprad (dnešní Slovensko). Venkov při své práci naplňoval požadavky státní komise, avšak i přes to se snažil Lenina vyobrazit jako násilného revolucionáře; nejen tradičního intelektuála a teoretika, jak bylo za tehdejšího režimu zvykem.
Navzdory obecné víře nebyla socha po roce 1989 stržena. Namísto toho byla několik měsíců po sametové revoluci v tichosti odstraněna a uložena na pozemek Technických služeb města. Ten byl ale v rámci restitucí vrácen do rukou rodiny Rothových, proto se radní města Poprad dohodli, že když sochu nikdo nekoupí, tak ji nechají roztavit ve VSŽ, popřípadě nechají peníze tomu, kdo pro ni najde vhodného zájemce. Krátce po tomto prohlášení si sochy všiml majitel zimního stadionu a hlavní rozhodčí na MS v hokeji 1993 Anton Danko, který téměř okamžitě kontaktoval svého amerického přítele Lewise E. Carpentera, dlouholetého učitele angličtiny v Popradu. V úzké spolupráci s místním novinářem Tomášem Fülöppem se snažili přesvědčit městské radní o tom, že i přes svou značnou neoblíbenost je socha stále uměleckým dílem a stojí za zachování. Zároveň Carpenter nabídl 13 tisíc dolarů za její odkoupení, což se následně stalo 16. března 1993 po podpisu smlouvy s primátorem města.
Lenina potom po třech částech dopravili do Seattlu ve státě Washington. S transportem ale byly značné problémy, zejména finanční – přeprava stála téměř třikrát tolik, co samotná socha – 41 tisíc dolarů. Uprostřed rozruchu, který po dovozu sochy nastal, však Carpenter 18. února 1994 zemřel při dopravní nehodě. Socha tak přešla do vlastnictví jeho rodiny, která se ji rozhodla za 150 tisíc dolarů prodat. Za pomoci místní slévárny byla v roce 1995 umístěna na roh ulic N 34th St a Evanston Ave N ve čtvrti Fremont. Dnes stojí dva bloky severněji na křižovatce ulic Evanston Ave N, N 36. St a Fremont Place asi 300 metrů od Fremontského trolla, další velmi známé atrakce v této oblasti.
Rodina Carpenterových pro sochu nadále hledá vhodného kupce. V roce 2006 oznámila zvýšení původní ceny na 250 tisíc dolarů.

## Kritika
Umístění sochy na veřejném prostranství bylo velice kontroverzní a provázely ho protesty jak umělců, tak i místních obyvatel. Zároveň se rychle stala vyhledávaným cílem vandalů – brzy po jejím vztyčení jí neznámý pachatelé pomalovali ruce červenou barvou, která má s největší pravděpodobností připomínat krev jako odkaz na zločiny, kterých se spolu se svou stranou dopouštěl proti vlastnímu lidu. Místní umělec Frederick Edelblut o soše prohlásil: „Není to umělecké dílo. Je to neúcta, symbol pošpinění a symbol milionů lidí, kteří zemřeli ve Východní Evropě v důsledku komunistické nadvlády.“ Od roku 2004 také Lenina každoročně zdobí zářivá rudá hvězda, jež je na jeho hlavu umisťována během Vánoc.